# Detaljer
Detaljer är en svensk dramafilm från 2003 i regi av Kristian Petri. Filmen, som baseras på en pjäs av Lars Norén, har visats på Sveriges Television, bland annat i juni 2022.

## Handling
Filmen utspelar sig i Stockholm under 1990-talet. Bokförläggaren Erik är gift med läkaren Ann. Till förlaget kommer ett manus från unga Emma och Erik förälskar sig i henne. Hon blir dock ihop med den unge dramatikern Stefan som råkar vara Anns patient. Filmen följer de fyra under tio års tid och skildrar hur relationerna kastas om.

## Filmens föregångare
Lars Noréns teaterpjäs Detaljer hade premiär 2002 på Det Kongelige Teater i Köpenhamn med Bille August som regissör. De fyra huvudrollerna spelades av Ole Lemmeke (Erik), Benedikte Hansen (Anne), Helle Fagralid (Emma) och Nicolai Dahl Hamilton (Stefan). I februari 2003 hade pjäsen svensk premiär på Dramaten i Stockholm i regi av Eva Dahlman. Lil Terselius och Reine Brynolfsson spelade Erik och Ann medan Nadja Weiss och Ola Norell spelade Emma och Stefan.

## Skådespelare
- Michael Nyqvist – Erik Falk, bokförläggare
- Pernilla August – Ann, läkare
- Rebecka Hemse – Emma Lukacs
- Jonas Karlsson – Stefan, författare
- Ebba Hultkvist – 15-åring som Stefan träffar på fest
- Gustaf Skarsgård – Daniel, Eriks son
- Ingela Olsson – Skådespelare
- Leif Andrée – Skådespelare
- Gunnel Fred – Eva, 15-åriga flickans mamma
- Michalis Koutsogiannakis – Man i sjukhuskorridoren

## Priser och nomineringar
- Guldbagge 2004
  - Bästa manliga huvudroll, Jonas Karlsson (Vinnare)
  - Bästa kvinnliga huvudroll, Pernilla August (Nominering)
  - Bästa foto, Göran Hallberg (Nominering)
  - Bästa regi, Kristian Petri (Nominering)
  - Bästa manuskript, Jonas Frykberg (Nominering)
- Moskvas internationella filmfestival 2004
  - Golden St. George (Nominering)